# Iglesia fortaleza de Nuestra Señora de los Ángeles (Castielfabib)
La iglesia fortaleza de Nuestra Señora de los Ángeles es un templo de culto católico bajo la advocación de Nuestra Señora de los Ángeles en la villa de Castielfabib, en la provincia de Valencia. Es una edificación religiosa de arquitectura gótica valenciana, renacentista, barroca y neoclásica, construida entre los siglos XIII y XIV, siendo posteriormente reformada en el siglo XVII y transformada en el siglo XIX.
La parroquia de Castielfabib está incluida en el arzobispado de Valencia, perteneciendo al arciprestazgo 19 San Antonio Abad; bajo mitra valenciana está desde 1960, habiendo estado bajo mitra segorbina desde el momento de la conquista y su erección en parroquia en 1210 por el rey Pedro II de Aragón.
Está calificado cómo Bien de Interés Cultural desde el 4 de marzo de 2008, con el identificador número R-I-51-0011981.

## Historia
La primitiva iglesia data de finales de mediados del siglo XIII, la cual se desarrolló con el altar orientado hacia el este en una sola nave, la antigua sala de armas, rectangular y en un principio con los muros testeros planos. Su espacio interior estuvo dividido en cuatro crujías separadas por tres arcos perpiaños apuntados, propios del gótico primario o románico terciario. En el espacio entre contrafuertes se construyeron las capillas laterales cubiertas con bóvedas de crucería. Estas capillas se encontraban recubiertas de pinturas murales del gótico lineal que han aparecido en restauraciones recientes. La cubierta es de armadura de madera a dos vertientes. Tanto el viguerío como el entablillado tienen policromado de muy alta calidad.
Tras el terremoto de 1656 se hizo una gran reforma que añadiría la capilla de la Comunión, con su cúpula, y el atrio de entrada y se planteó para las nuevas estancias una nueva estructura de ahí que sus cubiertas sean diferentes a las demás. El anterior muro plano del cabecero fue eliminado por completo. En su lugar se erigiría un presbiterio que luego sería ampliado. Los pies de la iglesia también serían transformados, en el lado de la epístola se construyeron dos capillas gemelas, las de los dominicos, con bóveda de crucería estrellada simulada decorada con cabezas de querubines. El antiguo coro fue eliminado y el óculo del mismo fue cegado. El primer campanario desapareció, erigiéndose uno nuevo contiguo pero independiente y separado de ella.
En la posterior reforma que se realizó con motivo en la época de las guerras carlistas, y supuestamente para reparar los daños que sufriría la misma en este conflicto bélico, se convierte en una iglesia de tres naves, eliminando los apoyos de los arcos ojivales, apeándolos en las nuevas bóvedas de las naves laterales. Se amplía de nuevo el presbiterio, eliminando el paso entre los dos lados de la fortaleza, y se cubre con bóveda de cañón, sobre la que apoya una linterna octogonal. En este momento se concluye el remate del campanario en ladrillo.

## Descripción
El castillo de Castielfabib se encuentra situado sobre un cerro que domina la población y que conforma un meandro del río Ebrón, junto al casco urbano de Castielfabib.
La iglesia parroquial de Nuestra Señora de los Ángeles se encuentra ubicada en el cuarto nivel de una torre del castillo de Castielfabib. Esta se levantó sobre un pronunciado declive de la ladera oeste de un promontorio rocoso que se erige junto al río Ebrón, salvando el desnivel por medio de tres pisos sobre los cuales se asienta la iglesia. 
La construcción es en general de mampostería tomada con mortero de cal, utilizando el sillarejo en las partes inferiores y en las esquinas. La cubierta del edificio se cubre con la doble teja en zig-zag propia de las construcciones aragonesas.

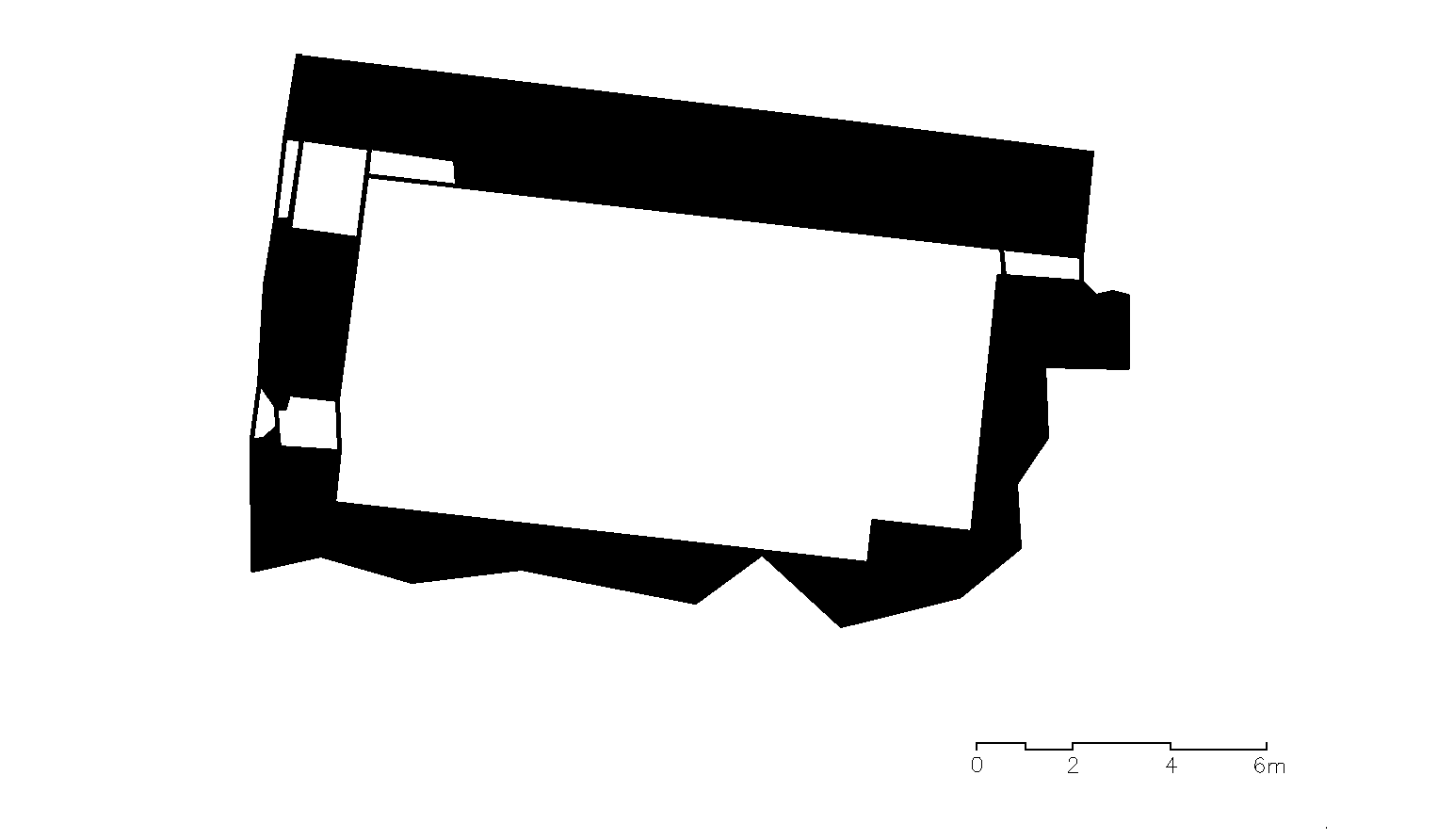
Plano del primer nivel de la Iglesia fortaleza de Nuestra Señora de los Ángeles de Castielfabib.
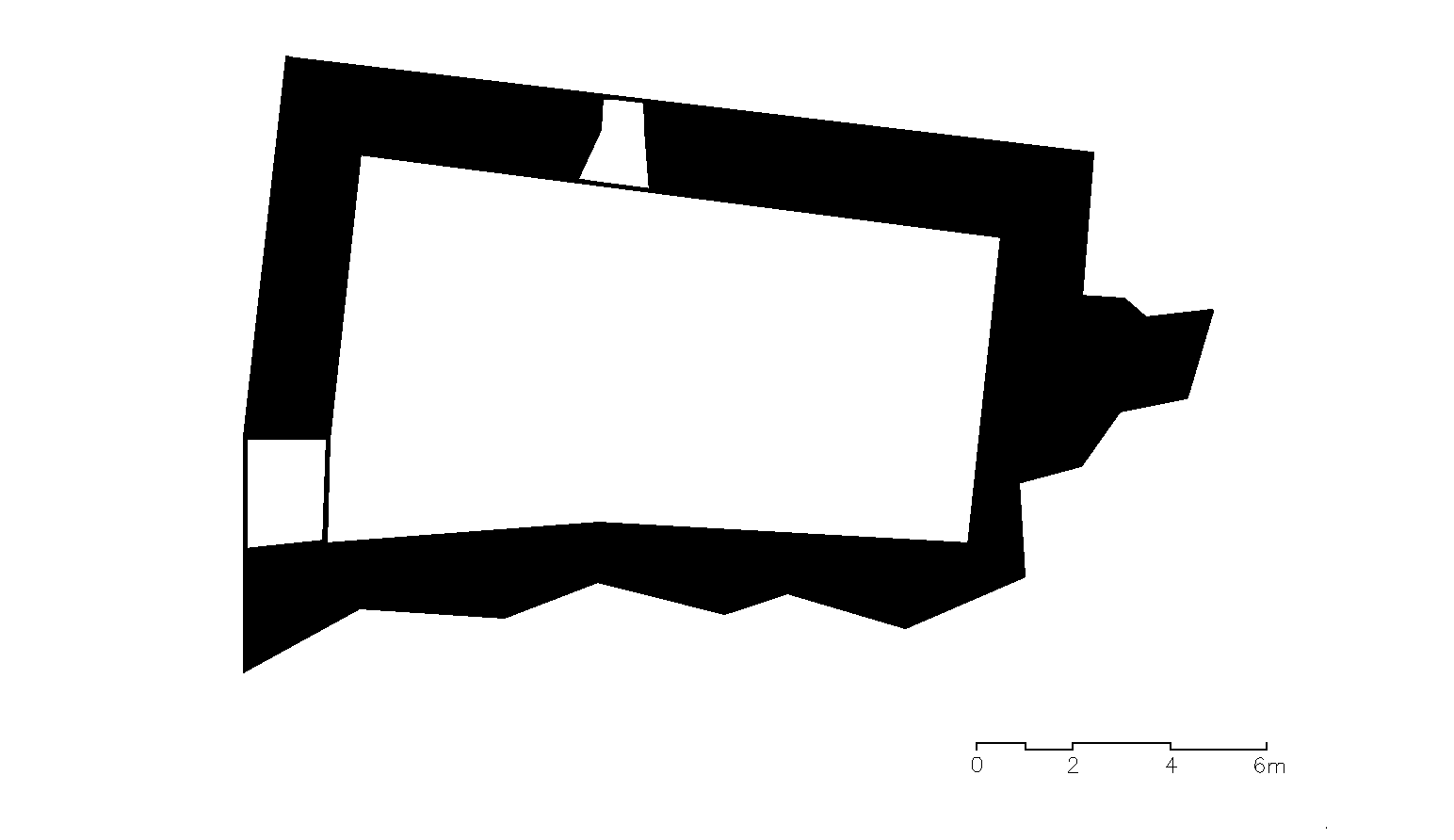
Plano del segundo nivel de la Iglesia fortaleza de Nuestra Señora de los Ángeles de Castielfabib.
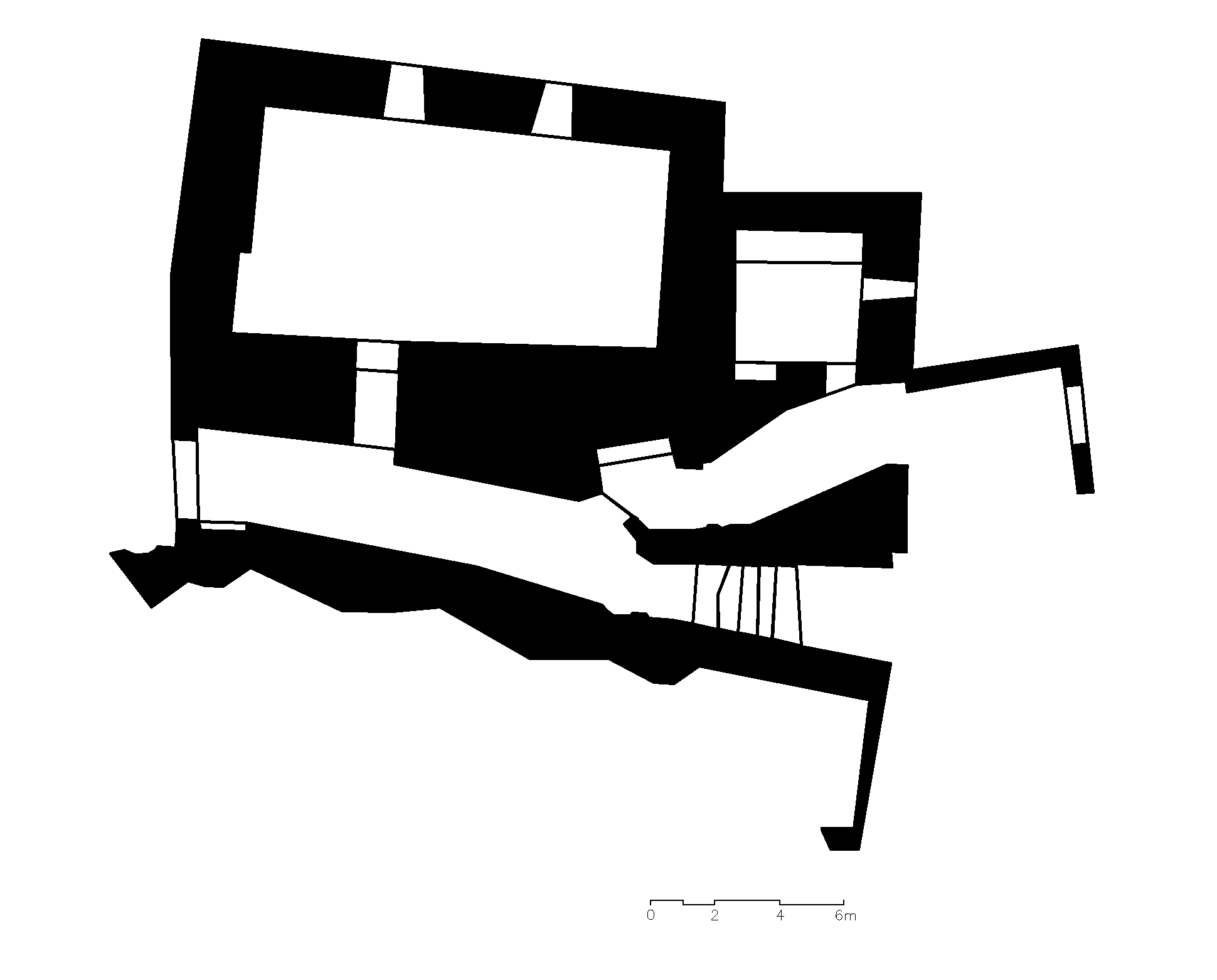
Plano del tercer nivel de la Iglesia fortaleza de Nuestra Señora de los Ángeles de Castielfabib.
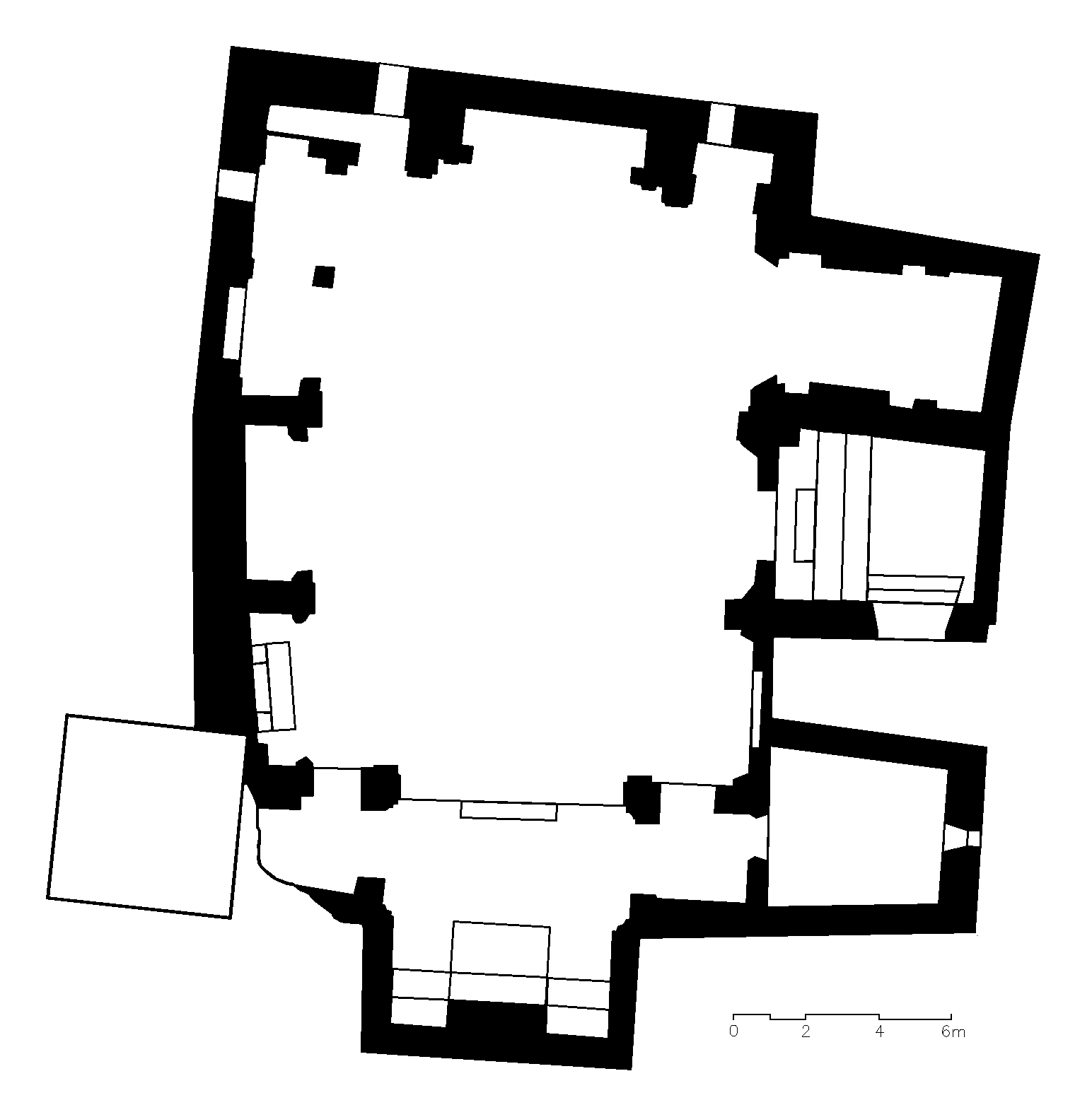
Planta de la Iglesia Parroquial de Nuestra Señora de los Ángeles de la Villa de Castielfabib.

A la iglesia se accede por el llamado Carrerón, que es un pasaje a nivel del tercer piso de la torre, que conduce desde el núcleo urbano hasta la parte opuesta del promontorio donde se encuentra el acceso aislado del resto de la población.
El Campanario de la iglesia de Nuestra Señora de los Ángeles es una torre exenta (siglo XIV), situada a la cabecera del templo (lado de la epístola), con acceso desde el castillo.-

## Patrimonio mueble
No obstante haber sido rico en el pasado, el patrimonio ornamental y mueble de la iglesia parroquial de Castielfabib se encuentra bastante esquilmado: durante la Revolución Española de 1936, la iglesia fue saqueada y el archivo destruido.
Destaca la cruz procesional gótica y algunas tallas del imaginero valenciano José Esteve Bonet.

## Galería

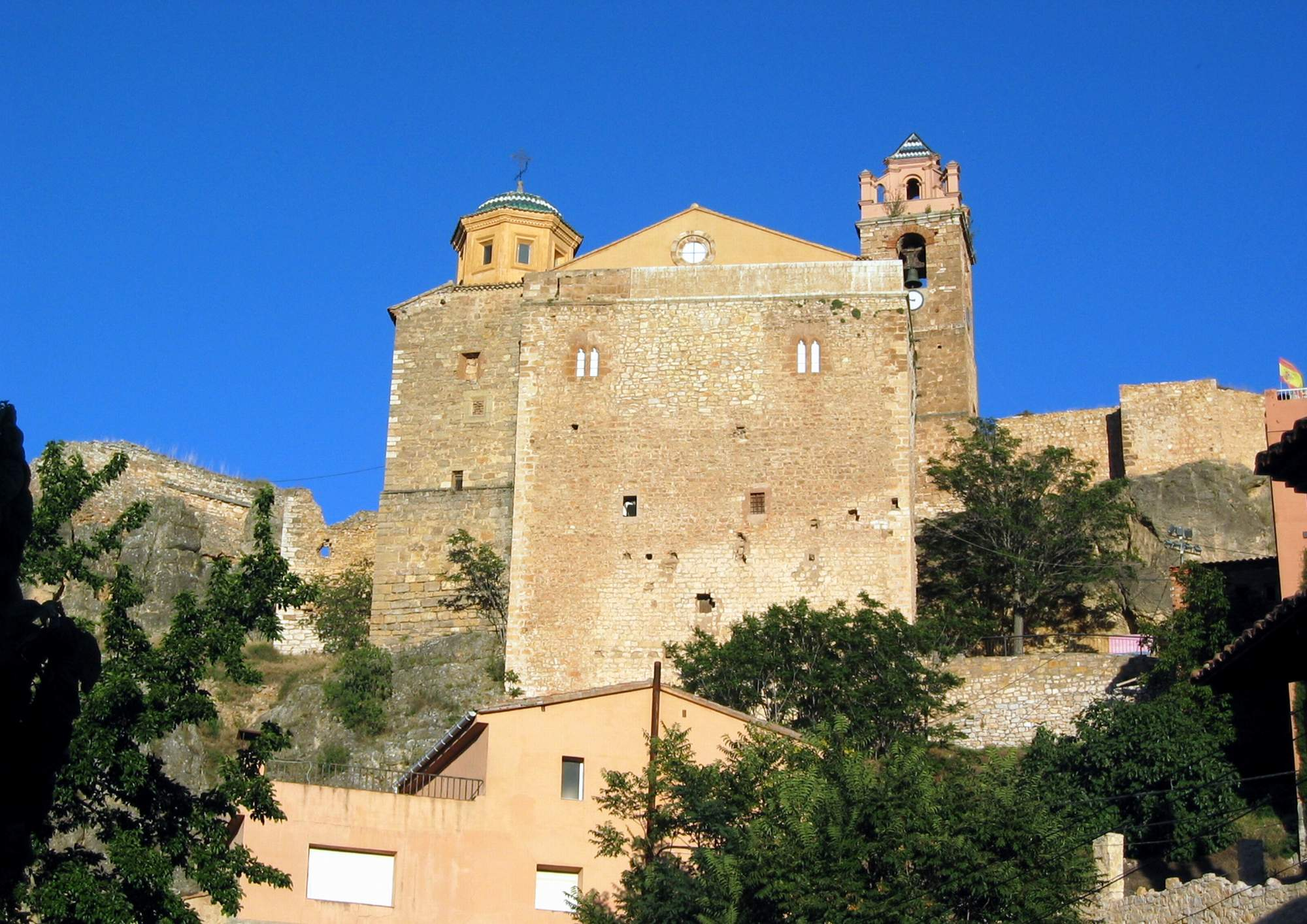
Vista frontal (noroccidental) de la iglesia-fortaleza de Castielfabib (2013).
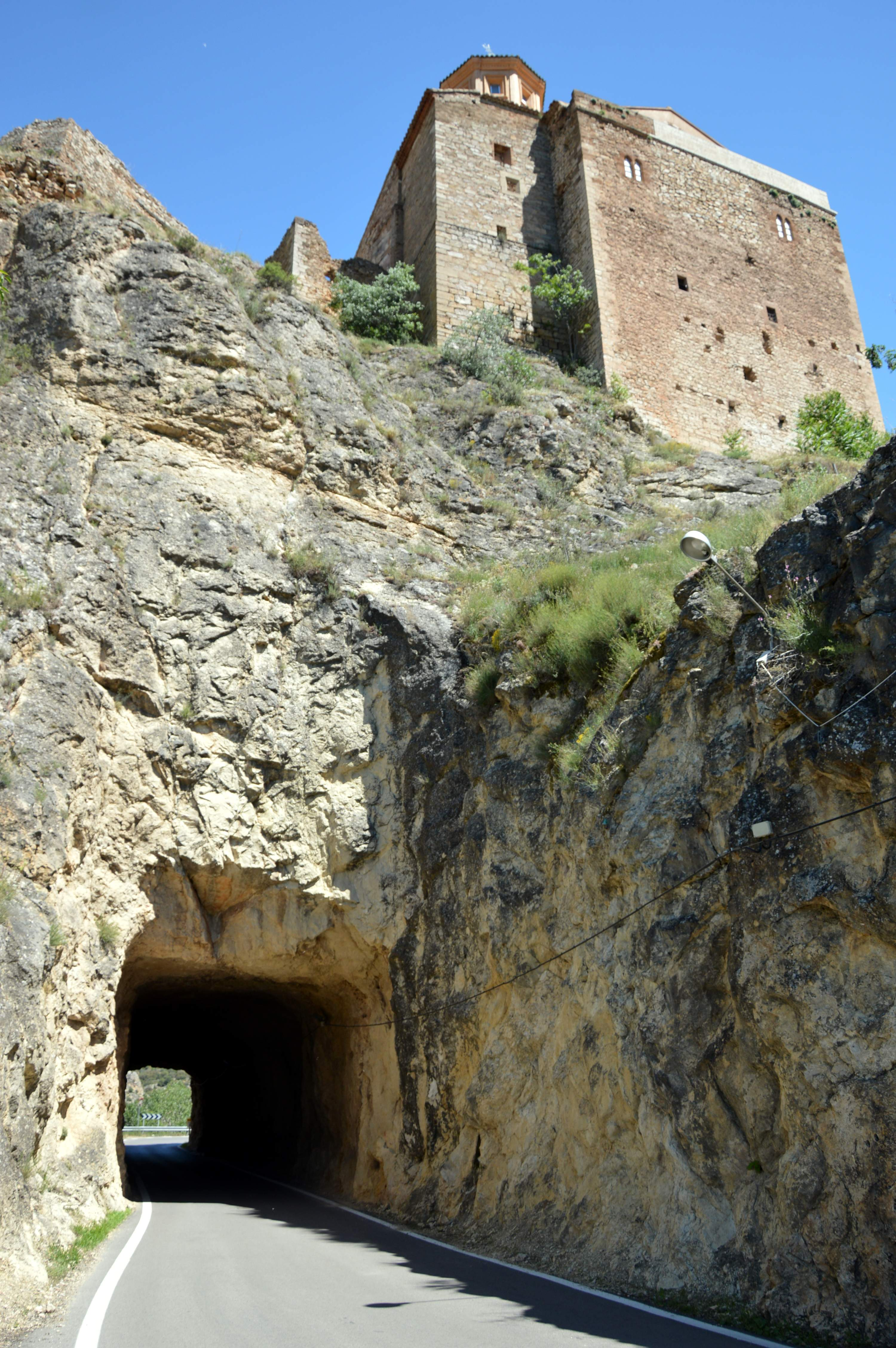
Túnel de la Umbría, con la iglesia-fortaleza de Castielfabib en la parte alta (2018).
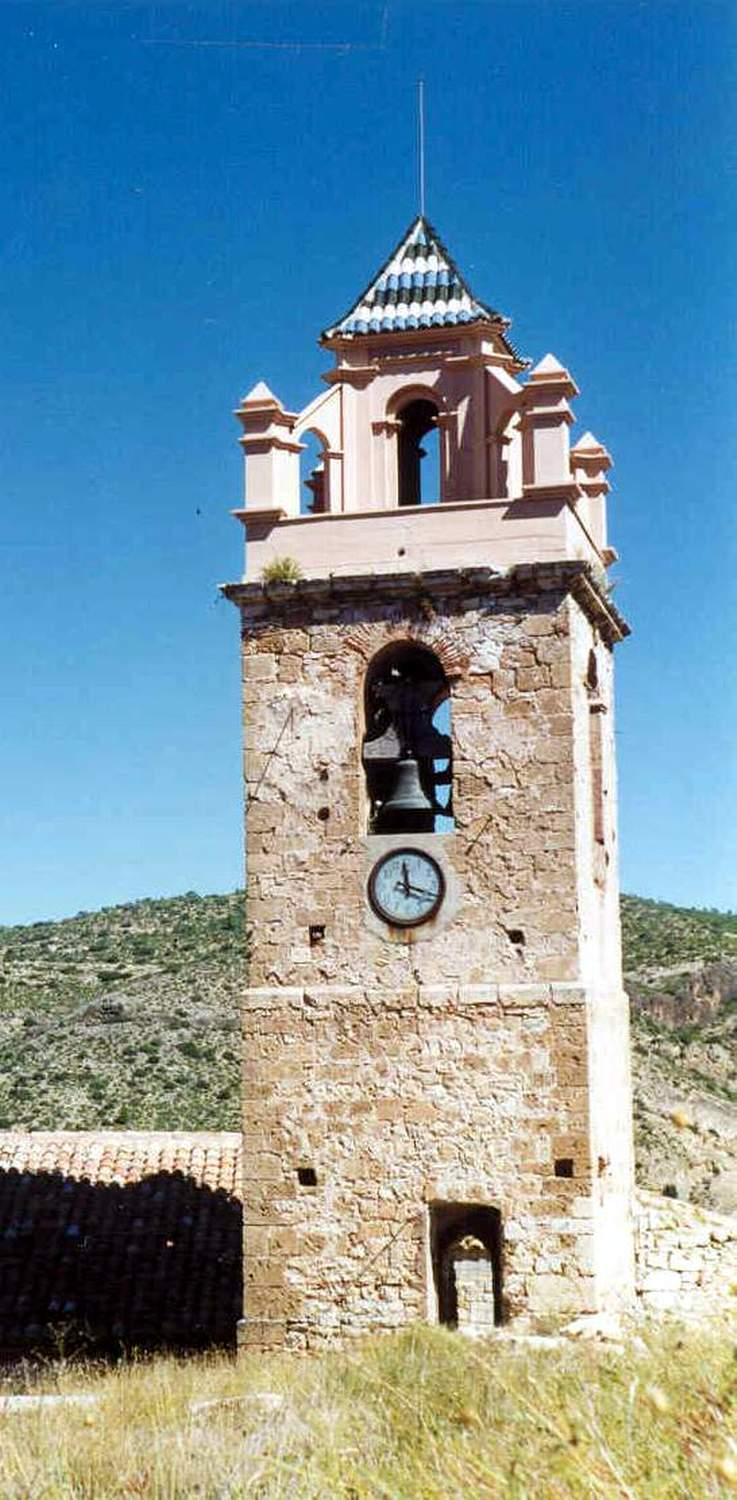
Torre campanario de la iglesia parroquial de Castielfabib, fachada meridional, desde el castillo (2007).
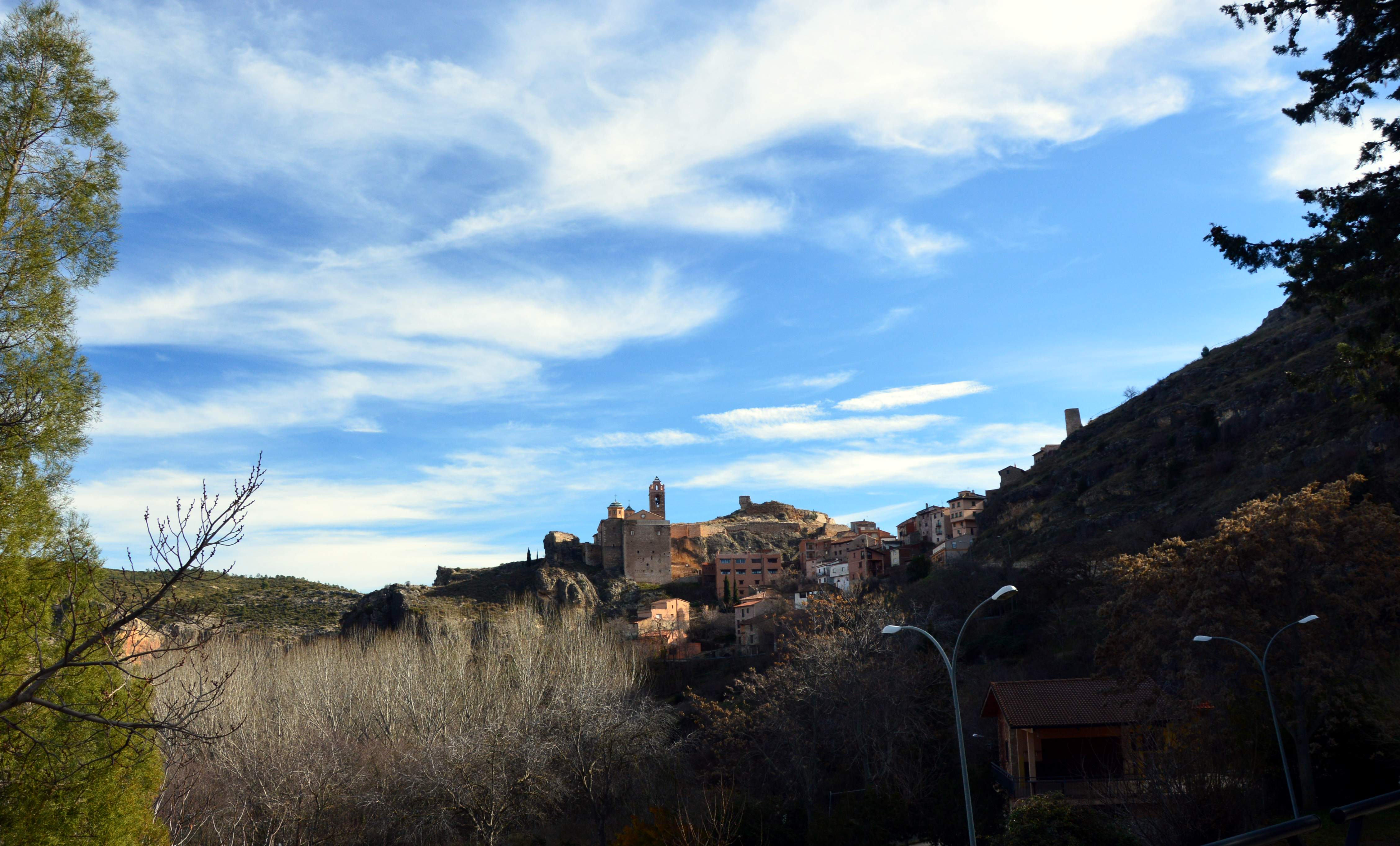
Vista parcial (noroccidental) del caserío de Castielfabib, desde la Ermita de la Virgen de Gracia (2018).